# Всех за решётку
«Всех за решётку» (итал. Tutti dentro) — итальянский кинофильм.

## Сюжет
В 1980-х годах Италия погрязла в коррупции. На эту тему снято множество фильмов — как боевиков (например, «Спрут)», так и комедий, среди которых — «Всех за решётку». Когда общественные механизмы не срабатывают, за дело берутся герои-одиночки. Судья Аннибале Сальвемини начал бороться с коррупцией радикальными методами — он пересажал всех подряд: своих знакомых, коллег, начальников, подчинённых. Каждому, оказалось, есть что инкриминировать.

## В ролях
- Джо Пеши
- Альберто Сорди
- Далила Ди Ладзаро
- Джорджия Молл
- Мариза Солинас
- Этторе Гарофало